# Henry Bugalho
Henry Alfred Bugalho (Curitiba, 2 de outubro de 1980) é um escritor, colunista, tradutor, influenciador digital e youtuber brasileiro.

## Educação
Bugalho é formado em Filosofia pela Universidade Federal do Paraná, com ênfase em estética. É pós-graduado em Literatura e História.

## Carreira
Bugalho foi editor da revista SAMIZDAT e é um dos fundadores da Oficina Editora. Ele é autor do best-seller Guia Nova York Para Mãos-de-Vaca, no qual trabalhou junto com sua ex-esposa, Denise Nappi. O guia contém dicas sobre museus, compras, alimentação e hospedagem a baixo custo. Este trabalho foi apresentado no jornal brasileiro O Globo. Além dos guias de viagem, Bugalho também escreve ficções, incluindo O Rei dos Judeus, O Covil dos Inocentes, The Parallel Life of Your Dog, entre outros. Antes de mudar-se para o exterior, atuava como professor de filosofia no Brasil.
Bugalho mantém um canal no YouTube com cerca de 700.000 inscritos. O foco inicial do canal era fundar uma comunidade literária, porém, a partir das eleições de 2018, o filósofo assumiu postura crítica em relação ao governo do presidente brasileiro Jair Bolsonaro e ao ensaísta de direita Olavo de Carvalho. Como influenciador digital, ele costuma promover discussões políticas em seus vídeos, além de convidar outros influenciadores para interagir. Em janeiro de 2020, lançou o livro Meu Pai, o Guru do Presidente em parceria com Heloisa de Carvalho, filha de Olavo de Carvalho, obra esta onde Heloisa revela várias incoerências intelectuais de seu pai e do Olavismo em si. Segundo Bugalho, houve tentativa de censura ao livro. De acordo com ele, o Ministério da Educação ameaçou uma editora que pretendia lançar o título, porém desistiu do lançamento devido às ameaças. Hackers ainda tentaram derrubar a página de vendas, além de invadir o correio eletrônico de um editor. O próprio Olavo, através de redes sociais, ameaçou processar sua filha, Heloisa. Bugalho sofreu ataques em suas redes sociais após a divulgação da obra.
Bugalho é também membro da Royal Society of Arts.

## Vida pessoal
Bugalho define a si mesmo como nômade. Deixou o Brasil em 2006; a primeira cidade onde ele residiu foi Nova York, nos Estados Unidos, onde trabalhou como garçom, vendedor de água na rua e passeador de cães. Posteriormente, residiu na Argentina, Itália, Portugal, Inglaterra e Espanha.

## Livros publicados
- O Covil dos Inocentes (2012)[18]
- O Rei dos Judeus (2013)[19]
- O Homem Pós-Histórico: E contos sobre o futuro (2013)[20]
- Fantasmas, Vampiros, Demônios e histórias de outros Monstros (2013)[21]
- Margot Adormecida (2014)[22]
- Marcada (Guardiões de Alma Livro 1) (2014)[23]
- Elemental (Guardiões de Alma Livro 2) (2015)[24]
- O Personagem e outras Fábulas Filosóficas (2016)[25]
- Um Cego em Buenos Aires (2019)[26]
- A Impureza da Minha Mão Esquerda (2020)[27]
- Minha Especialidade é Matar: Como o Bolsonarismo Tomou Conta do Brasil (2020)[28]
- Meu pai, o guru do presidente: A face ainda oculta de Olavo de Carvalho (2020)[29]
- Fragmentos Nômades (Fragmentos Nômades Livro 1) (2021)[30][31][32]